# 上町站

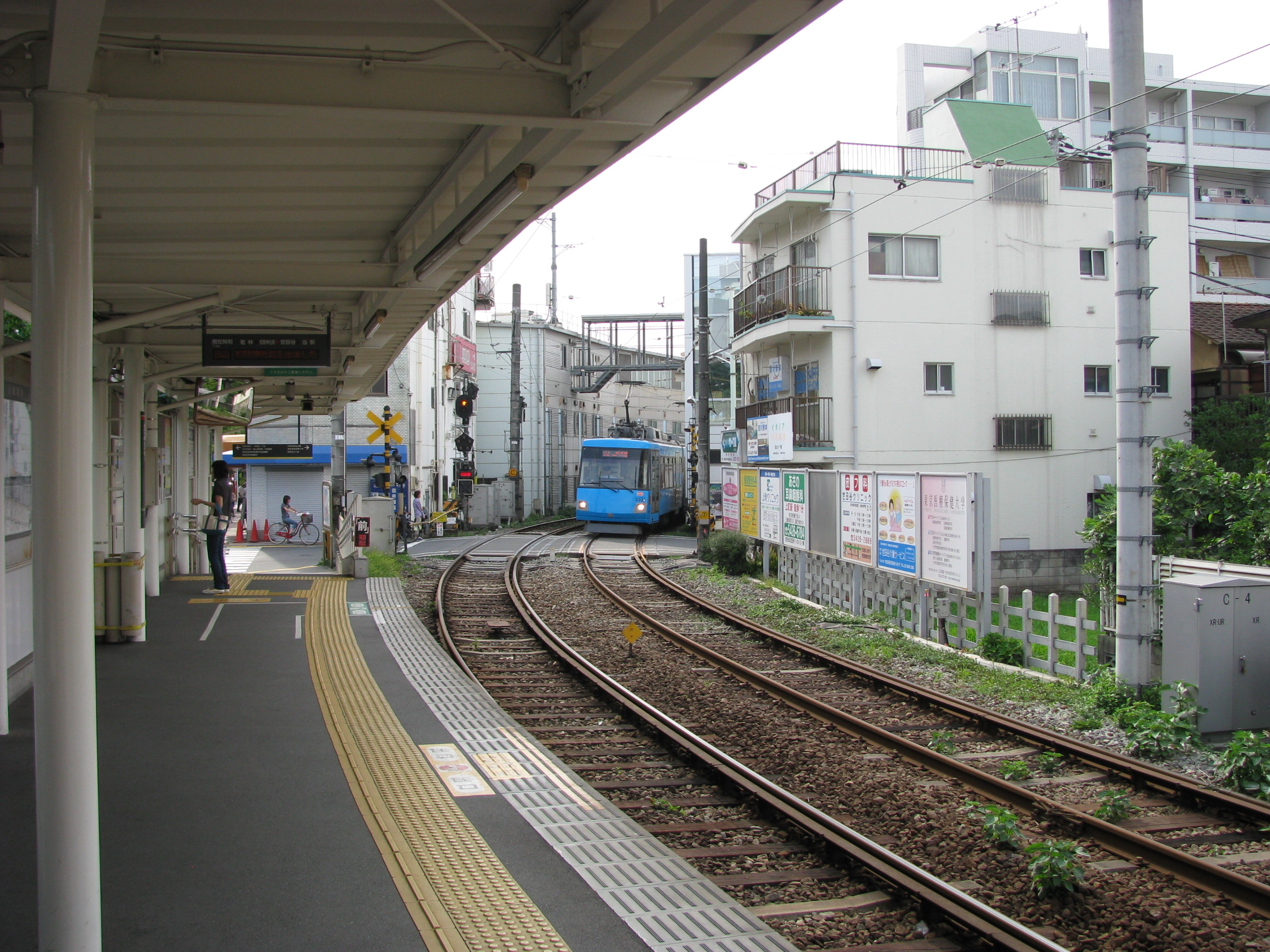
月台(2011年7月)

上町站（日语：／ Kamimachi eki */?）位於日本東京都世田谷區世田谷三丁目，是東急電鐵世田谷線的停留場。車站編號是SG06。

## 車站構造
本站側式月台2面2線、兩個月台夾着平交道斜向設置的車站。月台長度可停靠四輛編組（兩輛編組兩列），通常中間部分有柵欄隔開。需要換車時可讓兩列車前後停靠，開放柵欄讓乘客換車。
過去上行月台與下行月台相對，但在設置車輛基地（雪谷檢車區上町班）時改為現行樣式。本站僅有三軒茶屋方向月台有檢票口。列車靠站時，接近列車連結處的下車專用車門會開放乘客上下車，300系則因為前半部車身較窄，加上月台位於彎道上與車身間隔較大，因此停靠時不開啟三軒茶屋方向的第一個車門。上行月台設有站務所與世田谷線車站唯一的廁所。

### 月台配置
| 月台 | 路線     | 方向 | 目的地       |
| ---- | -------- | ---- | ------------ |
| 南側 | 世田谷線 | 下行 | 下高井戶方向 |
| 北側 | 世田谷線 | 上行 | 三軒茶屋方向 |

（來源：東急電鐵:車站構內圖（页面存档备份，存于））

## 利用狀況
官方未公布本站的乘車人數。世田谷線全線的乘車人數請參照東急世田谷線#使用情況。

## 車站周邊
- 東京醫療保健大學（日语：東京医療保健大学）世田谷校區
- 青葉學園幼稚園
- 世田谷城（日语：世田谷城）址公園
- 世田谷代官屋敷（日语：世田谷代官屋敷）
  - 世田谷區立鄉土資料館
- 世田谷區役所（日语：世田谷区役所）上町社區營造出差所
- 世田谷一郵局
- 襤褸市（日语：ボロ市）通

## 巴士路線
上町站（東急巴士）
- 〈澀21〉：往澀谷站 - 經三軒茶屋、大橋

上町（東急巴士、小田急巴士）
- 西向
  - 〈澀23、等11〉：往祖師谷大藏站 - 經農大前、千歲船橋（東急）
  - 〈澀24〉：往成城學園前站西口 - 經農大前、成育醫療研究中心（日语：国立成育医療研究センター）（東急、小田急）
  - 〈澀26〉：往調布站南口 - 經農大前、成育醫療研究中心前、狛江站北口（小田急）
  - 〈園02〉：往田園調布站 - 經農大前、用賀站、中町五丁目、等等力七丁目、九品佛站（東急）
  - 櫻小學校（東急） ※ 出入庫系統、夜間
- 東向
  - 〈園02〉：往世田谷區民會館（東急）
  - 〈澀21、澀23、澀24〉：往澀谷站 - 經三軒茶屋、大橋（東急）
  - 〈澀24、澀26〉：往澀谷站 - 經三軒茶屋、大橋（小田急）
  - 〈等11〉：往等等力操車所 - 經駒澤、深澤不動前（東急）

## 相鄰車站
東急電鐵
 世田谷線
世田谷（SG05）－上町（SG06）－宮之坂（SG07）

## 外部連結
- 上町（各站資訊） - 東急電鐵